# Синтез (мини-футбольный клуб)
МФК «Синтез» — украинский мини-футбольный клуб из города Кременчуг Полтавской области.

## Турнир «Честь марки»
В 1989 году «Синтез» принимает участие в одном из первых мини-футбольных турниров СССР, организованном «Комсомольской правдой» и получившем название «Честь марки». Клуб, представляющий Завод белково-витаминных концентратов, становится единственным украинским коллективом из 300 участников турнира, сумевшим пробиться в 12 лучших команд страны. Финальная часть турнира проходит 6-10 октября 1989 года в грузинском Поти. Ввиду непогоды финальные матчи решено проводить в зале, в то время как отборочные матчи игрались под открытым небом на футбольном стадионе. «Синтез» добивается выхода из группы и в итоге занимает пятое место.

## Чемпионат СССР

МФК «Синтез» — бронзовый призёр чемпионата СССР 1990 года

В 1990 году «Синтез» принимает участие в первом чемпионате СССР по мини-футболу. В турнире участвует 16 команд, а матчи проходят в трёх украинских городах: Светловодске, Жёлтых Водах и Кременчуге. Первый тур команда начинает неудачно, проиграв первые два матча, сыграв вничью во втором и лишь затем одержав две победы. Второй тур делает «Синтез» реальным претендентом на награды: первые четыре матча команда выигрывает, а в последнем — против днепропетровского «Механизатора» — проигрывая по ходу матча 0:2, добивается ничейного результата. Последний тур проходит в Кременчуге, и команда выигрывает четыре из пяти матчей, набрав таким образом 23 очка и заняв третье место в чемпионате СССР. Бронзовые медали и дипломы чемпионата СССР в составе «Синтеза» завоёвывают Юрий Негода, Сергей Шаманский, Вячеслав Сидненко, Андрей Ждан, Григорий Чичиков, Владимир Ульянов, Юрий Палиенко, Сергей Дружко, Михаил Белых и Валерий Зубенко. Тренер команды — Иван Шепеленко.
В ходе проведения третьего тура чемпионата страны, 15 сентября 1990 года в Кременчуге проходит матч между сборной ветеранов футбола России, а также сборной СССР по мини-футболу, составленной из участников турнира. Матч на «укороченном» поле завершается уверенной победой мини-футболистов со счётом 9:2. В число победителей входят полевые игроки «Синтеза» Юрий Палиенко, Сергей Дружко и Михаил Белых, вратарь Валерий Зубенко, а также помощник главного тренера сборной тренер «Синтеза» Иван Шепеленко.
Второй чемпионат СССР по мини-футболу «Синтез» завершает на девятом месте среди шестнадцати команд.

## Чемпионат и кубок Украины
С 10 по 13 октября 1990 года «Синтез» принимает участие в первом розыгрыше Кубка Украины по мини-футболу, проходившем в Днепропетровске, однако не выходит в полуфинал.
После распада СССР из команды уходит главный тренер Иван Шепеленко, ставший президентом ФК «Нефтехимик». Команда постепенно теряет вес и показывает худшие результаты. Чемпионат Украины по мини-футболу 1992 года «Синтез» завершает на одиннадцатом месте среди тринадцати команд. После закрытия предприятия, которое представлял «Синтез», команда прекращает существование. Её правопреемником становится МФК «КрАЗ», позже переименованный в «Политехник». Команда неизменно выступает в высшей лиге, а в 1994 году Кременчуг в чемпионате Украины представляет даже две команды — «КрАЗ» и «Водеяр». Последним сезоном для кременчугской команды становится чемпионат 2002/03, когда отыграв один круг «Политехник» выбывает из турнира.
В 1997 году бывшие игроки «Синтеза» Чичиков, Зубенко, Палиенко, Дружко и Шаманский в составе команды «Нефтетранс», представлявшей Кременчуг, становятся первыми обладателями Кубка страны по мини-футболу среди ветеранов.